# Katharina Michajlova
Katharina Michajlova (* 27. Januar 1989 in Cherson, Ukraine) ist eine deutsche Tischtennisspielerin. Sie stand 2021 bei der deutschen Meisterschaft im Mixed im Endspiel.

## Werdegang
Katharina Michajlova wurde in Cherson als Tochter ukrainischer Nationalspieler geboren. Mit vier Jahren übersiedelte die Familie nach Deutschland. Tischtennis trainierte sie mehrere Jahre in den Sportinternaten Heidelberg und Düsseldorf. Sie siegte 2002 im Bundesranglistenturnier im Nachwuchsbereich. 2004 wurde sie zusammen mit Ying Ni Zhan Zweite im Doppel bei der Jugend-Europameisterschaft in Budapest. Mehrere Titel holte sie bei deutschen Hochschulmeisterschaften: 2011, 2013 und 2019 im Einzel, 2011 zudem im Doppel mit Lena Krapf und im Mixed mit Jens Berkenkamp.
Im Vereinsbereich verzeichnete sie mehrere Erfolge. Mit DJK TuS Essen-Holsterhausen stieg sie 2005 und 2007 in die 1. Bundesliga auf. 2018 wurde sie mit SV-DJK Kolbermoor deutscher Mannschaftsmeister. Bei der deutschen Meisterschaft 2017 gewann sie im Einzel Bronze, 2021 erreichte sie im Mixed mit Erik Bottroff das Endspiel.
Bei der Makkabiade 2022 in Jerusalem gewann die Familie Michajlova insgesamt neun Medaillen: Katharina Gold im Einzel und Silber im Doppel und im Team mit ihrer Schwester Lisa. Ihre Eltern Alexander und Tatjana siegten in der Altersklasse U40 im Mixed, Tatjana zudem noch im Einzel.